# Raso de Portillo (ganadería)
Raso de Portillo es el nombre de la ganadería brava cuyas reses pastan en la finca del mismo nombre, El Raso de Portillo, en el término municipal de Boecillo, en la provincia de Valladolid y que pertenece a la Asociación de Ganaderías de Lidia. Considerada como la ganadería más antigua de España, los toros de esta vacada pertenecían originariamente a la Casta Morucho-Castellana aunque, en la actualidad, disponen de una genética de origen mayoritariamente Santa Coloma.
Aunque la ganadería contaba con privilegio real para lidiar en primer lugar en las funciones promovidas por la Corona, en la actualidad no se le reconoce antigüedad alguna al no haber lidiado en la Plaza de toros de Madrid. Las reses que saltan al ruedo son marcadas con divisa encarnada y granate y se distinguen los animales por estar señalados en la oreja con zarcillo en la derecha y media luna en la izquierda.

## Historia de la ganadería
El origen de los toros de Raso del Portillo hunden sus raíces en las explotaciones pecuarias que han existido en los campos de Valladolid desde la Baja Edad Media, cuando se tiene conocimiento de la existencia de ganaderías de toros en las proximidades de Boecillo, Aldeamayor de San Martín, La Pedraja de Portillo y Montemayor de Pililla. Una práctica que llevó a ir controlando parte de los toros salvajes que existían en las proximidades de la cuenca del río Duero.
Desde sus inicios, y hasta finales del siglo XVIII, los pastos de la ganadería no dispusieron de propietarios ni titulares que la regentasen sino que, probablemente, estuviera en régimen mancomunado. Los toros, de origen morucho-castellano, que allí pastaban fueron reconocidos por la sociedad española de su tiempo, especialmente por la propia Corona, quien le confirió el privilegio real de abrir plaza en las funciones reales por ser el hierro más antiguo de la Corona de Castilla y con preeminencia sobre otras ganaderías de otras regiones como la Corona de Aragón, el Reino de Navarra o las ganaderías propias de Andalucía.
De Raso de Portillo nacerían algunas ganaderías de origen morucho-castellano que mantendrían su vigor hasta principios del siglo XVIII, bajo el nombre de la familia Sanz. Una casa ganadera de La Pedraja de Portillo que había iniciado su andadura a principios del siglo XVI y que mantendría la tradición de la crianza del toro bravo hasta bien entrado el siglo XIX. Encargados de mantener la casta originaria, lidiaron en Madrid en julio de 1749 y llevaron reses para los festejos celebrados con motivo de las bodas de Alfonso XII con María de las Mercedes de Orleans. Las enajenaciones de tierras efectuadas en el siglo XIX, llevaría a que las tierras de los Pablo Valdés y Sanz, heredero de la casa, pasara a manos de Trifino Gamazo, quien empezó a variar el origen castellano de la ganadería mezclándola con toros navarros, de los herederos de la ganadería del conde de Espoz y Mina. 
En manos de la familia Gamazo, la ganadería siguió creciendo hasta que en 1948 se hacen con la misma los herederos de la casa, los hermanos José María, Francisco de Asís e Iñigo Gamazo Manglano, quien pasarían anunciar el hierro bajo la denominación actual de Raso de Portillo. Para ese entonces, ya habían comprado una punta de ganado de la ganadería de Gamero-Cívico y del Conde de la Corte. Asimismo, desde 1950, desecha la vacada de María Dolores de Juana, quien tenía toros del hierro de Aleas, Joaquín Buendía y Felipe Bartolomé - todos de encaste Santa Coloma -, se reparten dos lotes de animales; uno de los cuales pasaría a manos de la familia Gamazo, quien mantiene esta sangre hasta la actualidad.

## Características
La ganadería de Raso de Portillo, al disponer de tres encastes en su seno, dispone de una gran variedad genética, con toros con perfiles zootécnicos muy marcados y con fenotipos reconocidos por la legislación vigente, otorgada por el Ministerio del Interior; uno de origen Santa Coloma, línea Buendía, y otros dos de origen Parladé, vía Gamero-Cívico y Conde de la Corte. Así, pues, se pueden distinguir las siguientes particularidades:

### Línea Santa Coloma
- Prototipo elipométrico, subcóncavo y brevilíneo.
- Animales terciados, pero de conjunto armónico, de esqueleto y piel finos.
- En la cabeza resulta relevante, además de la concavidad del perfil fronto-nasal, el aspecto de los ojos, que son grandes y saltones, con el morro afilado (hocico de rata); y con la cabeza alargada y estrecha de sienes, pero lo más frecuente en que ésta sea más ancha de sienes con el morro ancho y chato.
- Las encornaduras, como norma, no son muy desarrolladas. El cuello tiene una longitud media, la papada aparece muy poco marcada (degollados) y el morrillo no alcanza un grado de desarrollo muy acusado.
- El dorso y los lomos son rectos, la grupa redondeada, las extremidades de longitud media y la cola fina. Las pintas típicas son principalmente cárdenas y negras, dándose en menor medida tostadas y berrendas (en negro y en cárdeno).
- Las pintas castañas y coloradas aparecen de forma excepcional. Los accidentales más frecuentes son el entrepelado y aquellos en forma de manchas blancas (careto, lucero, estrellado, jirón, aldiblanco, bragado, meano, calcetero, coliblanco y rebarbo).
- Son toros finos de cabos, de altura media, buen morrillo, abundante papada y badana, aleonados, con tercio posterior poco desarrollado, gran desarrollo de defensas, muy astifinos, de dirección muy variable, desde cornidelanteros y veletos a playeros y cornivueltos. Pintas negras castañas y, menos frecuentes, coloradas. Como accidentales más frecuentes presentan listón, bragado, meano, gargantillo, salpicado, jirón, burraco, chorreado y ojo de perdiz.

### Línea Gamero-Cívico
- Ejemplares tienen talla media, perfil recto y son elipométricos.
- Se trata de animales largos, bajos de agujas, hondos, bastos de lámina con mucha papada y badana y de tipo aleonado, con cuartos traseros algo derribados y grupa almendrada.
- La cabeza presenta encornaduras muy gruesas en la cepa, muy desarrolladas (cornalones), que frecuentemente manifiestan asimetrías (bizcos) y terminan en pitones finos.
- Con frecuencia son acapachados de cuernos.
- El cuello tiene una longitud media, el tronco es ancho y las manos cortas y gruesas, con pezuñas grandes. Sus pintas características son negras, coloradas, castañas y tostadas, presentando el listón y el chorreado como accidentales más frecuentes.

### Línea Conde de la Corte
- Son toros finos de cabos, de altura media, buen morrillo, abundante papada y badana, aleonados, con tercio posterior poco desarrollado, gran desarrollo de defensas, muy astifinos, de dirección muy variable, desde cornidelanteros y veletos a playeros y cornivueltos.
- Pintas negras castañas y, menos frecuentes, coloradas. Como accidentales más frecuentes presentan listón, bragado, meano, gargantillo, salpicado, jirón, burraco, chorreado y ojo de perdiz.